# Кондратьєва Людмила Андріївна
Людмила Андріївна Кондратьєва  (рос. Людмила Андреевна Кондратьева, 11 квітня 1958) — радянська легкоатлетка, олімпійська чемпіонка.

## Виступи на Олімпіадах
| Олімпіада   | Дисципліна              | Місце     |
| ----------- | ----------------------- | --------- |
| Москва 1980 | біг на 100 метрів       | 1         |
| Сеул 1988   | біг на 100 метрів       | 7 h1 r3/4 |
| Сеул 1988   | естафета 4 x 100 метрів | 3         |